# Кокура
Кокура (яп. 小倉市, こくらし, кокура-сі) — колишнє місто в Японії, у східній частині префектури Фукуока.
2 жовтня 1963 стало засновником нового міста Кітакюсю, шляхом об'єднання з сусідніми містами Модзі, Тобата, Яхата і Вакамацу.
Територія колишньої Кокури входить до складу районів Кокура-Кіта і Кокура-Мінамі міста Кітакюсю.

## Короткі відомості

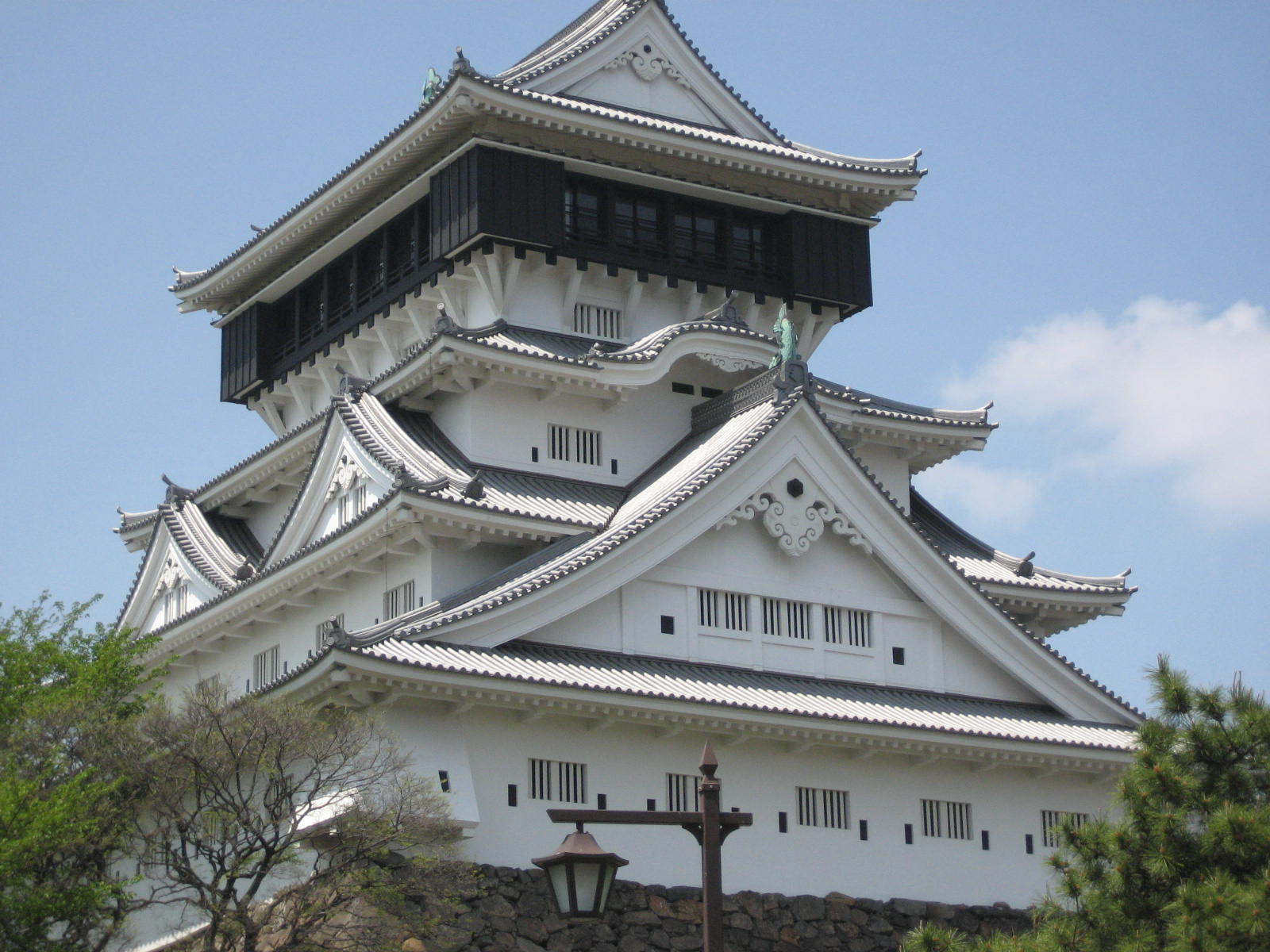
Головна башта Кокурського замку, який згорів 1866 року і був відреставрований у 1959 році.

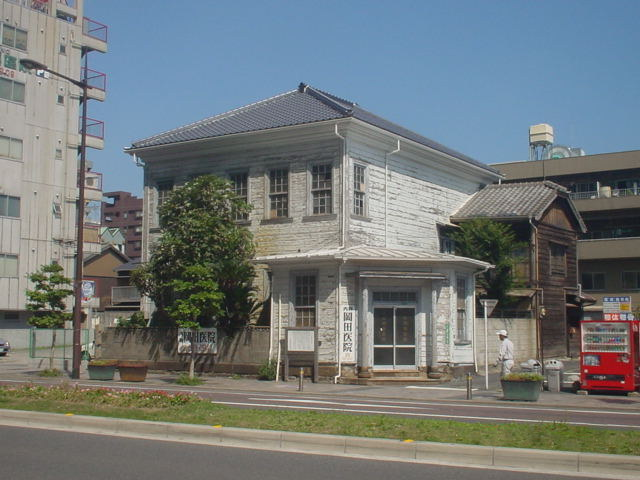
Будинок адміністрації префектури Кокура 1871–1876 років.

Кокура була портовим містом, що знаходилось на берегах протоки Канмон у Внутрішньому Японському морі. Ця протока розділяла північ острова Кюсю від західної частини острова Хонсю. Впродовж 8 — 19 століть територія Кокури перебувала у складі японської провінції Будзен.
Містечко Кокура було засноване 1602 року самурайським володарем Хосокавою Тадаокі, який звів тут свій замок і призамкове поселення. У 1632 році його змінив інший правитель з роду Оґасавара. Цей рід керував землями Кокура-хану до середини 19 століття. У 1866 році самураї Оґасавари програли у війні сусідньому Тьосю-хану і втратили свій замок-резиденцію.
У 1871 році після реставрації прямого імператорського правління в Японії на базі Кокури була заснована однойменна префектура, яка 1876 року увійшла до складу префектури Фукуока.
В часи Японської імперії Кокура була центром північно-кюсюського важкопромислового району, що працював на військово-промисловий комплекс країни. В місті знаходився Кокурський арсенал Імперської армії Японії, було налагоджено виробництво бомб на повітряних кулях.
У 1945 році, наприкінці Другої світової війни командування збройних сил США обрало Кокуру як ціль для завдавання ядерного удару, наряду з Хіросімою і Наґасакі. 6 серпня Кокура була запасною ціллю після Хіросіми. А 9 серпня Кокура була основною ціллю, запасною - Наґасакі. Проте погана погода і пожежі в сусідній Яхаті, завадили американцям здійснити заплановане бомбардування Кокури через погану видимість. Тому удар було нанесено по Наґасакі.
У 1963 році Кокура стала одним із засновників міста Кітакюсю, увійшовши до його складу. 1 квітня того ж року це новостворене місто отримало статус міста державного значення, а колишня Кокура була перетворена на однойменний міський район. 1 квітня 1974 року він був розділений на два — північний Кокура-Кіта і південний Кокура-Мінамі.